# Ncuncuni (Wahlkreis)
Ncuncuni ist ein Wahlkreis in der Region Kavango-West im Nordosten Namibias. Er hat fast 11.000 Einwohner (Stand 2023) auf einer Fläche von knapp 1400 km². Wahlkreissitz ist die Ansiedlung Ncaute.

## Wahlen
| Wahl | Name            | Partei | Stimmenanteil |
| ---- | --------------- | ------ | ------------- |
| 2015 | Rosa Kavara     | SWAPO  | 75,3 %        |
| 2020 | Leopoldine Nseu | SWAPO  | 75,9 %        |